# Chernomurovski
Chernomurovski (del ruso: Черномуровский) es un jútor del raión de Kavkázskaya del krai de Krasnodar, en el sur de Rusia. Está situado en la orilla derecha del río Chelbas, 21 km al nordeste de Kropotkin y 149 km al nordeste de Krasnodar, la capital del krai. Tenía 258 habitantes en 2010.
Pertenece al municipio Imeni M. Gorkogo.